# (9585) 1990 QY2
A (9585) 1990 QY2 a Naprendszer kisbolygóövében található aszteroida. Henry Holt fedezte fel 1990. augusztus 28-án.